# 新街站 (内蒙古自治区)
新街站是包西铁路和新上铁路（又称新陶铁路）的一个车站，位于内蒙古自治区鄂尔多斯市伊金霍洛旗札萨克镇，2010年10月31日随包西线罕新段一同投入使用，现为呼和浩特铁路局包头站下辖的三等站，是内蒙古自治区与陕西省的省界站，同时也是呼和浩特铁路局与西安铁路局的局界站，在呼和浩特铁路局有“南大门”之称，这一分界口在铁路系统内部称“新街口”。
本站距离包头站163公里，目前办理货运业务及列车交口任务，不办理客运业务，日均交口和接口72对。本站下行的包西线K176+923处为呼和、西安两局的分界点。